# Turbina corymbosa
Turbina corymbosa (Synonym: Rivea corymbosa (L.) Hallier f.) ist eine Kletterpflanze aus der Familie der Windengewächse und dient als rituelle Droge sowie Heilpflanze. Die Droge Ololiuqui aus den Samen der Pflanze enthält die psychoaktiven Wirkstoffe Lysergsäureamid (LSA) und Lysergsäurehydroxyethylamid (LSH) sowie weitere Alkaloide.

## Beschreibung
Turbina corymbosa ist eine Kletterpflanze deren lange, meist kahlen Stängel an der Basis verholzen, an den Spitzen jedoch krautig sind. Die Pflanze ist unbehaart oder verkahlend. Die wechselständigen, papierigen, meist kahlen oder nur selten fein behaarten, einfachen und gestielten, ganzrandigen Laubblätter sind herz-, eiförmig, werden 4 bis 10 cm lang und sind nach vorne spitz oder kurz zugespitzt.
Die fünfzähligen, gestielten Blüten mit doppelter Blütenhülle stehen in achsel- oder endständigen Thyrsen oder Schirmrispen. Die ungleichen Kelchblätter sind etwa 8 bis 12 mm lang und kahl, die äußeren zwei sind kürzer. Die weiße, 2,5 bis 3 cm lange und glockenförmige, verwachsene Krone weist im inneren, unteren Teil der Kronröhre einen dunkelbraunen bis violetten Bereich auf. Die kurzen Staubblätter im Schlund sind an der Basis drüsenhaarig. Der zweikammerige und kahle Fruchtknoten, mit kurzem Griffel mit zweiteiliger Narbe, ist oberständig. Die Blütezeit reicht im ursprünglichen Verbreitungsgebiet von Februar bis März.
Die kleine, nicht öffnende und kahle, spitze, ledrig-holzige Frucht, mit beständigem Kelch und Griffelresten, ist schmal eiförmig, 1 bis 1,5 cm lang und enthält einen, selten zwei fein behaarte Samen.

## Verbreitung
Das Verbreitungsgebiet von Turbina corymbosa umfasst Mexiko bis Panama, die Westindischen Inseln, den Süden Floridas und Teile Südamerikas. Auf den Philippinen wurde die Art in ausgewilderter Form entdeckt.

## Geschichte
Turbina corymbosa war als rituelle, aber auch medizinische Pflanze schon bei den Azteken bekannt, bei denen sie den Namen Coatl xoxouqui (Grüne Schlange) trug. Die Samen wurden Ololiuqui (Rundes Korn) genannt. Daher leitet sich auch der deutsche Name „Ololiuquiranke“ ab. Eine der frühesten Dokumentationen über den Gebrauch wurde im Jahr 1629 von Hernando Ruiz de Alarcón (1581–1639), einem spanischen Missionar, unter dem Titel „Traktat über die heidnischen Aberglauben, die heute zwischen den Indianischen Eingeborenen Neu-Spaniens lebendig sind“ verfasst. Anfang des 20. Jahrhunderts wurde lange Zeit angenommen, dass der Ololiuquigebrauch ausgestorben war. Es ist nun aber klar, dass es immer noch mittelamerikanische Völker wie beispielsweise die Zapoteken, Mixteken, Mazateken oder Mixe gibt, welche Ololiuqui zu rituellen Zwecken verwenden. 2
Der berühmte Ethnobotaniker Richard Evans Schultes (1925–2001) vermochte die Identität der Pflanze in den 1940er Jahren zu bestimmen. Im Jahr 1941 wurde die Monografie „A Contribution to Our Knowledge of Rivea corymbosa: The Narcotic Ololiuqui of the Aztecs“ veröffentlicht, welche einen sehr guten Überblick über alle botanischen, ethnologischen aber auch historischen Aspekte der Ololiuquiranke verschafft.
Die Wirkstoffe wurden einige Jahre später von Albert Hofmann (1906–2008), dem Entdecker des LSDs (Lysergsäurediethylamid), identifiziert. Gefunden hatte er, unter anderem, Lysergsäureamid (LSA), welches als Mutterkornalkaloid nahe verwandt ist mit LSD.

## Anwendungen
Zur Anwendung werden meist die Samen genutzt, seltener auch die Blätter oder Wurzeln. Auch der Honig ist psychoaktiv und wurde vor allem bei den Maya zur Herstellung eines Ritualgetränks (balché) verwendet. Das Vertreiben von bösen Geistern, Totenbeschwörung und Wahrsagung sind Beispiele der rituellen Verwendung der Ololiuquiranke. Auch heute noch sollen die Mixe damit Hexen von Häusern fernhalten.
Medizinisch kann Turbina corymbosa zur Behandlung von Wunden, Quetschungen und Tumoren verwendet werden. Auch eine diuretische (harntreibende) Wirkung wird beschrieben.

## Wirkstoffe
Laut Albert Hofmann sind die Hauptwirkstoffe der Pflanze Ergin(LSA), Lysergsäurehydroxyethylamid(LSH), und Ergometrin, welche auch in der Pflanze selbst vorkommen und durch über die Samen übertragene epibiotische Pilze erzeugt werden.

## Dosierung
Traditionellerweise werden 15 bis 22 zerriebene Samen in eine halbe Tasse Wasser gegeben. Diese Dosierung erzielte bei Versuchen mit westlichen Personen jedoch keine Wirkung, so wird die Dosierung deutlich höher angegeben. Allerdings wird ab 300 Samen an aufwärts meist nur noch von schlechten Nebenwirkungen wie Erbrechen und Durchfall berichtet. Zudem sollte immer beachtet werden, dass Turbina croymbosa als stark giftig klassifiziert ist.

## Wirkung
Die Wirkung setzt sehr rasch ein und führt zu leichten Halluzinationen, die mit Schwindelzuständen abwechseln. Danach folgen Mattigkeit, Euphorie und schließlich Schläfrigkeit. Dieser hypnotische Zustand ist nicht zu vergleichen mit einem LSD-Rausch, die Wirkung lässt sich eher als „[…] eine Art Trance oder Dämmerschlaf mit Traumbildern“ (Rätsch 1998) beschreiben.

## Rechtslage
In Deutschland unterliegt Turbina corymbosa nicht dem BtMG.